# 東京アニメーションカレッジ専門学校
東京アニメーションカレッジ専門学校（とうきょうアニメーションカレッジせんもんがっこう）は、東京都新宿区にある声優、漫画、イラスト、アニメーションに特化した東京都認可の専門学校。設置者は学校法人創都学園。英語表記はTOKYO ANIMATION COLLEGE。

## 所在地
〒161-0033 東京都新宿区下落合1-1-8
JR山手線・東京メトロ東西線・西武新宿線 高田馬場駅より徒歩5分

## 学科編成
- 総合学科
  - アニメプロデュースコース/総合コミックコース/総合声優コース/総合キャリアデザインコース
- 声優学科
  - アニメ声優コース/アニソン声優コース/声優舞台コース/キャリアデザインコース
- アニメーション学科
  - アニメーターコース/CGアニメーションコース
- マンガ・イラスト学科
  - ストーリーコミックコース/キャラクターイラストコース/ゲームキャラクターコース

## 沿革
- 1982年、東京コンピュータ専門学校として代々木に開設。
- 1984年、専修学校（専門学校）としての設置が認可される。
- 1991年、現在の校舎がある高田馬場に移転。
- 2007年、校名を「東京アニメーションカレッジ専門学校」と変更

## 特徴
- 少人数クラス編成を行っている。
- 講師には松田洋治、北爪宏幸、ほかすべての学科で現役活躍中のプロを採用。
- グループ校として大阪に拠点を持つ大阪アニメーションカレッジ専門学校・キャットミュージックカレッジ専門学校がある。

## 出身者

### 声優
- 青山耕平
- 石井未紗
- 小橋里美
- 髙瀨友
- 高橋信
- 箸本のぞみ
- 本泉莉奈
- 森田了介

### その他
- 安田祥子 - アニメーター、キャラクターデザイナー
- 長山延好
- サヘル・ローズ - タレント、女優、コメンテーター

## 関連番組
- 月刊コミックTV ドラマシアター（BS11、2010年5月 - 2011年） - 出演：柿原徹也・箸本のぞみ他、卒業生（箸本のぞみ）がメインパーソナリティとして参加。
- 伊達朱里紗・本泉莉奈のMIXボイスカレッジ（2017 - ニコニコ生放送）